# Омар Арельяно
Омар Арельяно Ріверон (ісп. Omar Arellano Riverón; нар. 18 червня 1987, Гвадалахара) — мексиканський футболіст, нападник клубу «Тампіко Мадеро».
Виступав, зокрема, за клуби «Пачука» та «Гвадалахара», а також національну збірну Мексики.

## Клубна кар'єра
Народився 18 червня 1987 року в місті Гвадалахара. Вихованець футбольної школи клубу «Пачука». Дорослу футбольну кар'єру розпочав 2004 року в основній команді того ж клубу, в якій провів три сезони, взявши участь у 19 матчах чемпіонату.
Своєю грою за цю команду привернув увагу представників тренерського штабу клубу «Гвадалахара», до складу якого приєднався 2007 року. Відіграв за команду з Гвадалахари наступні п'ять сезонів своєї ігрової кар'єри. Більшість часу, проведеного у складі «Гвадалахари», був основним гравцем атакувальної ланки команди.
Згодом з 2013 по 2016 рік грав у складі команд клубів «Монтеррей», «Толука» та «Універсідад де Гвадалахара».
До складу клубу «Тампіко Мадеро» приєднався 2017 року.

## Виступи за збірну
2005 року дебютував в офіційних матчах у складі національної збірної Мексики.